# Abderraouf Ben Aziza

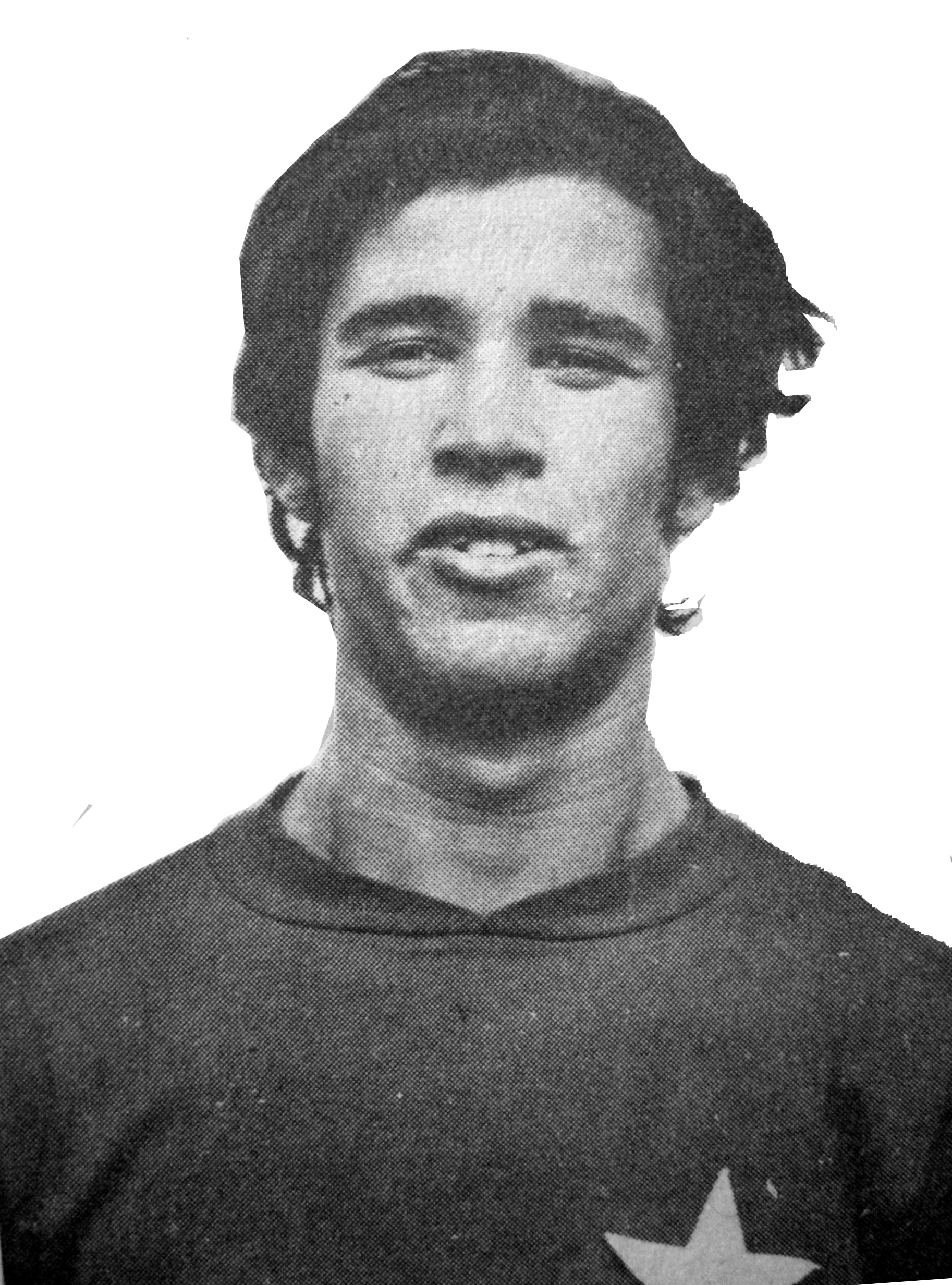
Ben Aziza con el Étoile du Sahel en 1973.

Abderraouf Ben Aziza (en árabe: عبد الرؤوف بن عزيزة‎; Grombalia, protectorado francés de Túnez, 23 de septiembre de 1953) es un exfutbolista de Túnez que jugaba en la posición de delantero.

## Carrera

### Club
| Periodo   | Club                     |
| --------- | ------------------------ |
| 1972-1979 | Étoile Sportive du Sahel |
| 1979-1982 | Al-Nassr                 |
| 1982-1983 | CS Hammam Lif            |

### Selección nacional
Jugó para Túnez en 43 ocasiones de 1973 a 1978 y anotó siete goles; participó en la Copa Mundial de Fútbol de 1978, en los Juegos Mediterráneos de 1975 y en la Copa Africana de Naciones 1978.

## Logros

### Club
- Copa de Túnez (1): 1974, 1975
- Copa de Campeones Magreb (1): 1973
- Recopa del Magreb (1): 1975

### Individual
- Goleador de la CLP-1 en 1976 y 1978.
- Mejor jugador de la CLP-1 en 1978.